# كأس الأبطال الفرنسي 2024
كأس الأبطال الفرنسي 2024 (بالفرنسية: Trophée des champions 2024)‏ هو النسخة التاسعة والعشرون من كأس السوبر الفرنسي. ستقام المباراة بين باريس سان جيرمان، الفائز بلقبي الدوري الفرنسي وكأس فرنسا 2023–24، وموناكو، وصيف الدوري الفرنسي لموسم 2023–24. 
فاز باريس سان جيرمان بالمباراة بنتيجة 1–0 ليحصد لقبه الثالث عشر في كأس الأبطال الفرنسي.